# Demonic Resurrection
Demonic Resurrection — индийская блэк-дэт-метал-группа, основанная в 2000 году. В том же году был издан дебютный альбом Demonstealer (2000), однако после группу настигли кадровые проблемы. Следующие несколько лет состав менялся вокруг гитариста/вокалиста Sahil «The Demonstealer» Makhija, однако в 2005 году, с клавишником Jetesh «Mephisto» Menon, басистом Husain Bandukwala и барабанщиком JP, был записан второй альбом A Darkness Descends, один из треков из которого был использован Сэмом Данном в документальном фильме Глобальный Метал, благодаря чему группа получила небольшое освещение в заграничной прессе. Тем временем, состав постепенно стабилизируется, группа гастролирует по Индии (включая совместные концерты с группами Opeth, Amon Amarth и Textures в 2009 году) и даже появляется на местном мейнстримном TV. Всё более и более зрелое симфоник-блэк-дэт-звучание приводит их в итоге к контракту с британским лейблом Candlelight Records, на котором выходят следующие альбомы The Return to Darkness (2010) и The Demon King (2014).

## Состав

### Текущий состав
- Sahil «The Demonstealer» Makhija — вокал, ритм-гитара (2000-настоящее время)
- Mephisto- клавишные (2003-настоящее время)
- Virendra «Viru» Kaith — ударные (2007-настоящее время)
- Ashwin Shriyan — бас (2012-настоящее время)
- Nishith Hegde — лид-гитара (2013-настоящее время)

### Бывшие участники
- Daniel Kenneth Rego — лид-гитара (2008—2014)
- Nandani — женский вокал (2000)
- Nikita Shah — вокал, клавишные (2000—2003)
- Yash Pathak — ударные (2000—2002)
- Ashish Modasia — лид-гитара (2000)
- Prashant Shah — лид-гитара (2000—2001)
- Pradeep Pande — лид-гитара (2006—2008)
- Aditya Mehta — бас (2000—2003)
- Husain Bandukwala — бас (2002—2012)
- JP — ударные (2003—2007)

## Дискография

### Альбомы
- Demonstealer (2000)
- A Darkness Descends (2005)
- The Return to Darkness (2010)[4]
- The Demon King (2014)[5]

### Прочее
- Rise of the Eastern Blood (2006) — сплит с группами Dusk, Helmskey и Severe Dementia
- Beyond the Darkness (2007) — мини-альбом

## Награды
- Metal Hammer Golden Gods Awards (2010)